# Moda Center
O Moda Center, anteriormente conhecido como Rose Garden Arena, é um ginásio poliesportivo localizado na cidade de Portland, Oregon, nos Estados Unidos.

## Características

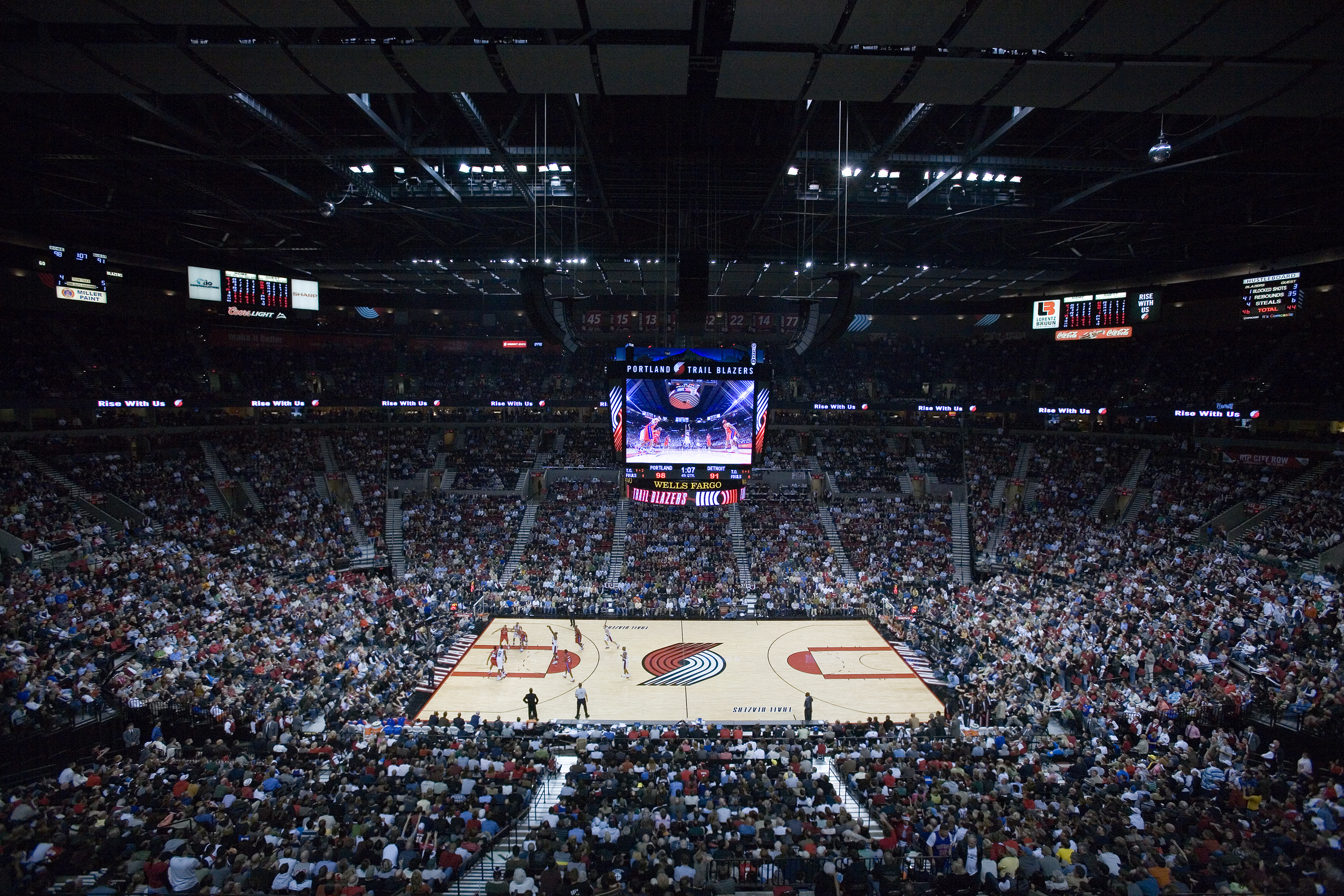
Interior do Moda Center durante um jogo do Portland Trail Blazers.

Foi inaugurado em 12 de outubro de 1995, possui uma capacidade de 19 393 espectadores em partidas de basquetebol e de 18 280 em partidas de hóquei no gelo e box lacrosse. É a casa do time de basquetebol da NBA Portland Trail Blazers.